# Желтоплечий листонос
Желтопле́чий листоно́с (лат. Sturnira lilium) — вид летучих мышей семейства листоносых, обитающих в Южной и Центральной Америке. Желтоплечие листоносы являются плодоядными и поедают главным образом плоды паслёновых.
Это одни из самых распространённых листоносых летучих мышей.